# De gouden ganzeveer
De gouden ganzeveer is het honderddrieënvijftigste stripverhaal uit de reeks van Suske en Wiske. Het is geschreven en getekend door Paul Geerts. Het werd gepubliceerd in De Standaard en Het Nieuwsblad van 2 oktober 1982 tot en met 12 februari 1983. De eerste albumuitgave in de Vierkleurenreeks was in juni 1983, met nummer 194.

## Personages
- Suske, Wiske, tante Sidonia, Lambik, Jerom (de Loteling), professor Barabas, kapper, Martha (eigenaresse van het Boshuisje), Hendrik Conscience (schrijver), Dokus (de herder), molenaar en zijn dochter Greetje, S. Pinnekop (notaris), bediende van de notaris, baas Ganzendonck, de Bok en de Voetkriebelaars, boer en boerin, soldaten, Lewie (de brouwer), Kobe en Krakkemik de ekster, kamparts S. Paas

## Uitvindingen
- Teletijdmachine

## Locaties
- Het Boshuisje, Halle (boshuisweg), Kempen, de herberg Sint-Sebastiaan, Vorselaar

## Het verhaal

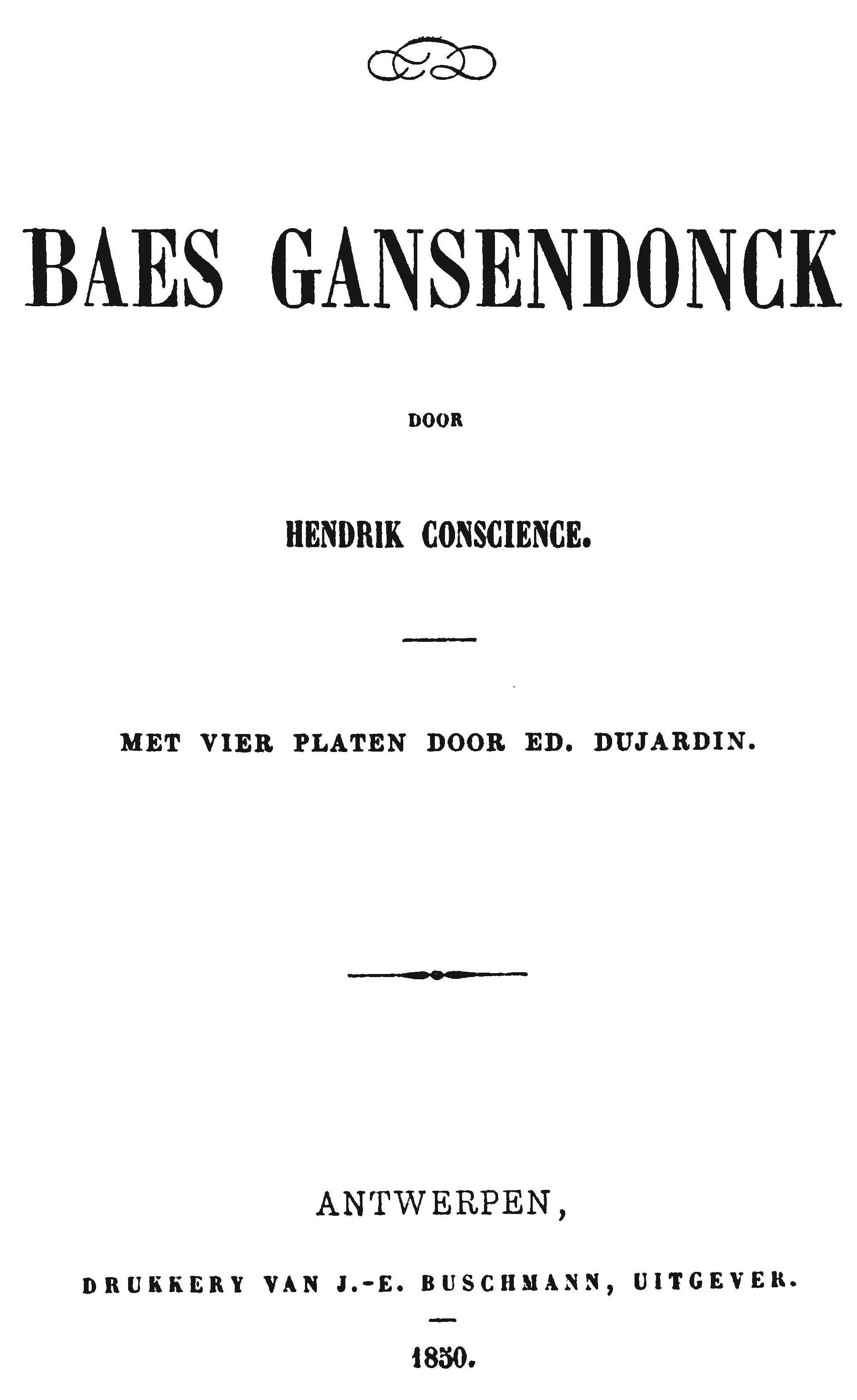
Baes Gansendonck door Hendrik Conscience.

Lambik besluit na het lezen van een boek van Hendrik Conscience zijn vrienden mee te nemen naar het Boshuisje waar de loteling zijn verhaal aan de schrijver vertelde. Martha vertelt dat Hendrik elk jaar op de herdenking van zijn sterfdag rijstpap komt eten. Hendrik arriveert inderdaad en vertelt dat hij op zoek is naar de gouden ganzenveer die hij ooit kreeg van de Muze (Griekse beschermgodin van kunst en wetenschap). De vrienden willen hem helpen zoeken en worden door Hendrik naar het verleden gezonden. Daar redt Lambik Greetje van de verdrinkingsdood en hij krijgt het verzoek bij de notaris te komen. Lambik hoort van de notaris dat degene die de eerste heldendaad verricht de herberg Sint-Sebastiaan erft, en hij heeft dus die eerste heldendaad verricht door het meisje te redden. De notaris waarschuwt Lambik nog voor een drankje met "de geest van baas Ganzendonck", maar hij drinkt dit flesje toch eigenwijs leeg.
Als Lambik terugkomt bij zijn vrienden doet hij erg uit de hoogte en op weg naar de Sint-Sebastiaan wordt Lambik aangevallen door iemand met een bokkenmasker. Als Lambik vraagt naar deze Bok vluchten de mensen weg en waarschuwen hem nog voor de oude molen. Jerom vindt een briefje van Lambik en gaat naar het Boshuisje. Martha stuurt hem meteen weg en hij gaat dan naar professor Barabas omdat hij de zaak niet vertrouwt. Die stuurt Jerom met de teletijdmachine naar het verleden, maar Jerom belandt in Vorselaar. Jerom redt een huisje van een vallende boom en dit wordt gezien door een groepje soldaten. De soldaten geven Jerom bier te drinken, maar door een slaapmiddel wordt Jerom overmeesterd en meegenomen als "de Loteling".
De vrienden zijn in de herberg Sint-Sebastiaan en Lambik stuurt Suske en Wiske om een boodschap. Ze zien een vosje en redden het van een jachtstoet, maar dan valt de baron met zijn paard en ook hij wordt door de kinderen geholpen. Lewie komt drank brengen en heeft meteen een oogje op Sidonia. De baron wordt naar Sint-Sebastiaan gebracht en Lambik wil dat Sidonia met hem aanpapt, zodat hij op het kasteel zal komen te wonen. Tante Sidonia hoort dat de baron iets af weet van de gouden ganzenveer en de baron nodigt de vrienden uit op zijn kasteel. Die nacht wordt de Sint-Sebastiaan in brand gestoken door de bende van de Bok, maar door regen dooft het vuur. Suske en Wiske willen naar de oude molen gaan, maar zinken in een moeras. Krakkemik ziet dit gebeuren en waarschuwt Kobe, die de kinderen net op tijd uit het moeras kan trekken. Kobe vertelt dat hij de vroegere knecht van baas Ganzendonck is en nu alleen in het bos woont.
De Bok ontvoert tante Sidonia en Lambik is woedend als hij zijn ontbijt niet krijgt, zijn "personeel" is verdwenen. Iedereen is verdwenen en als Lewie langs komt verdenkt hij Lambik van de verdwijning. In de oude molen probeert de bende van de Bok tante Sidonia tot spreken te dwingen door haar voeten te kriebelen met een veer. Als het leger oefent vlucht de bende en ze laten tante Sidonia achter in de molen. Lewie hoort haar hulpgeroep en gaat naar de molen, maar ook Jerom komt daar aan. Lewie wil Sidonia beschermen, maar wordt door Jerom uit de molen geslingerd. Hij komt terecht bij Suske en Wiske en vertelt hen alles, maar Kobe gaat weg als hij hoort dat tante Sidonia in de molen is. Suske en Wiske willen Lambik waarschuwen, maar die neemt hen mee naar het kasteel. Als ze de baron het verhaal vertellen sluit hij hen op in de kelder zonder dat Lambik dit doorheeft. De kinderen ontsnappen en vinden Lewie bij de molen. Ze zien Jerom vertrekken en Wiske volgt hem naar het kamp. Suske gaat naar Kobe om hem de gouden ganzenveer te laten halen en Lewie gaat naar de molen.
Lambik wil de baron dwingen met Sidonia te trouwen, maar hij wordt dan buitengezet. Wiske vermomt zich als soldaat en gaat met het drankje naar Jerom, zij geeft hem het drankje niet en Jerom ontwaakt na een tijdje uit zijn verdoving. Als ze met Jerom wegsluipt, wordt hij getroffen door de bliksem en wordt blind. Toch redt Jerom Suske en Kobe van een troep wolven en ook Lambik, Lewie en tante Sidonia komen in het bos. Lambik is nu totaal onder invloed van de onbekende macht. Kobe pakt de gouden ganzenveer, maar dan verschijnt de Bok. Lambik springt naar de Bok toe, maar wordt geraakt door een schot. De vrienden overmeesteren de Bok en als het masker afgetrokken wordt, blijkt het de baron te zijn. Kobe laat de gouden ganzenveer vrij uit het kistje en de veer vliegt weg. In de lucht wordt een tekst geschreven over "geloven in de toekomst". Lambik is plotseling genezen en is weer zichzelf en ook Jerom krijgt zijn zicht terug. Zelfs de baron is genezen door de gouden ganzenveer en wil zijn leven beteren. Tante Sidonia vertelt Lewie dat ze uit een andere tijd komt en hoopt dat hij snel een leuk meisje zal treffen. De vrienden worden naar hun eigen tijd teruggebracht en daar ontmoeten ze Hendrik Conscience bij het Boshuisje. Ze geven hem de gouden ganzenveer terug en hij kan nu eindelijk vertrekken naar het rijk waar het licht is. De vrienden bestellen een loteling met een kleine kraag bij Martha.

## Achtergronden bij het verhaal
- In dit verhaal is Jerom de loteling. De loteling is ook een boek van Hendrik Conscience en de schrijver deed inspiratie op in een hoeve in Zoersel. Het boek is ook verfilmd.
- Lambik is baas Ganzendonck, naar de roman Baes Gansendonck van Hendrik Conscience.